# György Aschenbrenner
György Aschenbrenner, ps. Asi (ur. 21 stycznia 1972 roku w Zircu) – węgierski kierowca rajdowy.

## Życiorys
Prawo jazdy uzyskał w wieku 17 lat. Początkowo jeździł Volkswagenem Golfem I. Za notoryczne łamanie przepisów drogowych policja zabrała mu prawo jazdy. W 1996 roku wziął udział w amatorskich wyścigach na ćwierć mili, które wielokrotnie wygrał. Jesienią 1997 roku zadebiutował w Rajdowych Mistrzostwach Węgier Volkswagenem Golfem II. Zimą tego samego roku wziął udział w pucharze Veszprémi Mikulás Kupá, gdzie VW Golfem II zajął trzecie miejsce, za Fordami Escortami Cosworthami. W 1998 roku brał udział w Pucharze Suzuki, gdzie wygrał wszystkie eliminacje z wyjątkiem jednej. W 1999 roku brał udział samochodem Suzuki w Rajdowych Mistrzostwach Węgier, i wygrał klasę A5; jego pilotem był Nándor Percze. Podobny rezultat osiągnął rok później. Na początku roku 2001 planował starty Suzuki Baleno, ale Magyar Suzuki zerwało współpracę. Aschenbrenner wystartował więc Mitsubishi Lancerem Evo V, i wygrał Grupę N w latach 2001–2002. W 2003 roku ścigał się Mitsubishi Lancerem Evo VI w klasie A8. Wygrał tę klasę w latach 2003–2004.
W 2010 roku został rajdowym mistrzem Węgier.
W 2009 roku zadebiutował w Rajdowych Mistrzostwach Świata; zajął 15. miejsce w Rajdzie Hiszpanii.

## Sukcesy
- 1999 Mistrz Węgier (Grupa A5)
- 2000 Mistrz Węgier (Grupa A5)
- 2001 Mistrz Węgier (Grupa N)
- 2002 Mistrz Węgier (Grupa N)
- 2003 Mistrz Węgier (Grupa A8)
- 2004 Mistrz Węgier (Grupa A8)

## Występy w mistrzostwach świata
| Sezon | Zespół         | Samochód                 | 1        | 2        | 3    | 4          | 5         | 6      | 7      | 8      | 9         | 10        | 11 | 12              | 13 | 14 | 15 | 16 | Punkty | Miejsce |
| ----- | -------------- | ------------------------ | -------- | -------- | ---- | ---------- | --------- | ------ | ------ | ------ | --------- | --------- | -- | --------------- | -- | -- | -- | -- | ------ | ------- |
| 2009  | Asi Rally Club | Mitsubishi Lancer Evo IX | Irlandia | Norwegia | Cypr | Portugalia | Argentyna | Włochy | Grecja | Polska | Finlandia | Australia | 15 | Wielka Brytania |    |    |    |    | 0      | -       |